# Пури, Эйно
Эйно Пури (эст. Eino Puri; 7 мая 1988, Тарту) — эстонский футболист, полузащитник. Выступал за национальную сборную Эстонии.

## Биография

### Клубная карьера
Воспитанник клуба «СК-10» (Тарту), начинал карьеру вместе с братом-близнецом Сандером. В 2004 году дебютировал в составе взрослой команды «СК-10» в одном из низших дивизионов чемпионата Эстонии.
В 2005 году вместе с братом перешёл в таллинскую «Левадию», в том же сезоне сыграл дебютный матч в высшей лиге, а 25 сентября 2005 года забил свой первый гол в высшей лиге в ворота «Флоры» (3:1). Долгое время не мог закрепиться в основном составе клуба, в 2006 году не сыграл ни одного матча, а в 2007 году на половину сезона был отдан в аренду в «Тулевик», а вернувшись обратно в клуб, играл примерно в половине матчей в каждом сезоне. Всего за шесть сезонов провёл 68 матчей за «Левадию», стал неоднократным чемпионом страны.
В 2011 году перешёл в «Нымме Калью», где стал твёрдым игроком основы. За три сезона стал чемпионом (2012) и двукратным серебряным призёром чемпионата. Весной 2014 года перешёл в румынский клуб «Ботошани», но сыграл только три матча в чемпионате Румынии, во всех из них выходил на замены. Летом 2014 года вернулся в «Нымме Калью» и провёл в команду ещё два с половиной сезона, дважды в этот период завоёвывал бронзовые медали. Всего за шесть сезонов в таллинском клубе сыграл более 160 матчей.
Весной 2017 года вернулся в родной город и полсезона выступал за «Таммеку». Во время летнего трансферного окна перешёл в норвежский клуб третьего дивизиона «Нюбергсунн», где присоединился к другому эстонскому легионеру Каймару Саагу.

### Карьера в сборной
Выступал за юношескую, молодёжную и олимпийскую сборные Эстонии.
Дебютный матч за национальную сборную Эстонии сыграл 29 мая 2009 года против команды Уэльса, на 79-й минуте вышел на замену вместо Дмитрия Круглова. Последнюю игру провёл 31 мая 2014 года против сборной Финляндии. Всего за национальную команду сыграл пять матчей, голов не забивал.

## Достижения
- Чемпион Эстонии (4): 2007, 2008, 2009, 2012
- Серебряный призёр чемпионата Эстонии (4): 2005, 2010, 2011, 2013
- Бронзовый призёр чемпионата Эстонии (2): 2015, 2016
- Обладатель Кубка Эстонии (3): 2005, 2007, 2015

## Личная жизнь
Является одним из трёх близнецов: брат Сандер Пури — профессиональный футболист, сыгравший 70 матчей за сборную Эстонии, сестра Кадри Пури — волейболистка.